# Lycoriella hiemalis
Lycoriella hiemalis är en tvåvingeart som beskrevs av Werner Mohrig och Boris Mamaev 1985. Lycoriella hiemalis ingår i släktet Lycoriella och familjen sorgmyggor. Arten är reproducerande i Sverige. Inga underarter finns listade i Catalogue of Life.